# Anthrax mateui
Anthrax mateui är en tvåvingeart som beskrevs av Francois 1968. Anthrax mateui ingår i släktet Anthrax och familjen svävflugor.
Artens utbredningsområde är Algeriet. Inga underarter finns listade i Catalogue of Life.